# Права ЛГБТ+ особа у Шпанији
| \| \| \| \| Застава Шпаније \| Застава дугиних боја \| |                                                                           |
| Положај Шпаније                                        |                                                                           |
| Законска регулатива                                    |                                                                           |
| Легализација хомосексуалности                          | – од 1979. године                                                         |
| Родни идентитет                                        | Транссексуалцима дозвољено да правно промене пол                          |
| Антидискриминациони закони                             | од 1996. године                                                           |
| Узраст сексуалне сагласности                           | – Изједначено                                                             |
| Војна служба                                           | – геј мушкарцима и лезбијкама дозвољено да служе отворено,од 1979. године |
| Породична права                                        |                                                                           |
| Брак                                                   | истополни брак од 2005. године                                            |
| Истополна заједница                                    | од 1994. године                                                           |
| Усвајање                                               | од 2005. године                                                           |
| ЛГБТ+ у Шпанији                                        |                                                                           |
| Организације                                           |                                                                           |
| Права                                                  |                                                                           |
| Медији                                                 |                                                                           |
| Догађаји                                               |                                                                           |
| Особе                                                  |                                                                           |
| Значајна места                                         |                                                                           |
| ЛГБТ+ портал                                           |                                                                           |
| Застава Шпаније                                        | Застава дугиних боја                                                      |
| Застава Шпаније                                        | Застава дугиних боја                                                      |

Положај ЛГБТ особа у Шпанији је прошао кроз неколико драстичних промена у последњих неколико деценија.Шпанија данас пружа један од највиших степена права и слобода у свету за ЛГБТ особе. Међутим, то није био случај кроз велики део шпанске историје. Многи фактори су утицали на еволуцију од римске сексуалности до савременог концепта хомосексуалности као врсте сексуалности, па чак и начина живота. Један од главних је био утицај хришћанства, које карактерише секс као акт чији је једини циљ продужење врсте, тако да се све остале сексуалне активности виде као „грешне“ и „супротне божијим жељама“. То се одразило у законодавству средњег века, када је секс између особа истог пола изједначаван са издајом државе и кажњаван спаљивањем на ломачи. Преокрет се десио у доба просветитељства, када се почео придавати већи значај индивидуалним слободама, тако да су 1822. године истополни сексуални односи били уклоњени из шпанског кривичног закона и ефективно легализовани. Спори процес прихватања хомосексуалности је нагло прекинут избијањем Шпанског грађанског рата и доласком на власт режима Франсиска Франка, након чега је уследила јака репресија над ЛГБТ заједницом у Шпанији. Када је режим окончан, процес је настављен, мада је хомофобија и даље била доста јака.
Шпанија је данас једна од десет земаља у свету које су озакониле истополне бракове и има најпрогресивније законе који такође дозвољавају и усвајање деце истополним паровима. Шпанску ЛГБТ културу су на међународном нивоу прославили режисери као што је Педро Алмодовар и догађаји попут „Европрајда“ у Мадриду 2007.

## Франков режим
Хомосексуалност је била незаконита за време диктатуре Франсиска Франка, а закони против хомосексуалних активности су се активно проводили, тако да је велики број хомосексуалаца био затваран. Реформом из 1954. закона „Ley de vagos y maleantes“ („Закон о скитњи“) хомосексуалност је постала илегална, а у тексту закона писало је да казне које су прописане за њу „нису одговарајуће казне, него само мере безбедности [...] са циљем колективног обезбеђења и тежњом да се исправе те особе које су пале на најнижи ниво моралности. Овај закон нема намеру да кажњава, већ да исправи и реформише“. Међутим, закон је примењиван произвољно и са циљем кажњавања: полиција је често користила овај закон против политичких неистомишљеника, користећи њихову хомосексуалност као начин да заобиђу редовне судске процедуре. Закон је укинут 1979. године.
У другим случајевима малтретирање хомосексуалаца, лезбијки и транссексуалаца било је јасно мотивисано њиховом сексуалном оријентацијом, а хомосексуалци (углавном мушкарци) слати су у специјалне затворе који су називани galerías de invertidos („галерије девијаната“). То је била уобичајна пракса све до 1975, односно до краја Франковог режима.
Током шездесетих година XX века у Барселони почела је да се формира тајна геј сцена, нарочито толерантном граду под Франковим режимом, као и у неким другим центрима као што су Ибиза и Сиџес. Ставови широм Шпаније почели су да се мењају са повратком демократије после Франкове смрти, за шта је посебно заслужан културни покрет настао осамдесетих година 20. века, познат као Мовида (La movida).

## Запатерова влада
Истополни брак и усвајање легализовани су 2005. године када је на власти била шпанска Социјалистичка радничка партија премијера Хосеа Луиса Родригеза Запатера. Од 2006, шпанска администрација настоји да преговара са другим земљама како би се решило питање усвајања деце из иностранства. У новембру 2006, Запатерова влада је усвојила закон који омогућава трансродним особама да пријаве жељени пол у јавним документима, без претходног хируршког захвата. Закон о асистираној оплодњи такође је измијењен и допуњен 2006. године: деца рођена у лезбијском браку, ин витро оплодњом, могу бити легално призната од стране небиолошке мајке.
Убрзо након што је закон о истополним браковима ступио на снагу, припадник војно-полицијских снага Guardia Civil, венчао се са својим дугогодишњим партнером, након чега је организација дозволила истополним паровима да живе у касарнама, и тако је постала прва полицијска организација у Европи која је примила истополног партнера у војни објекат.

## Прихваћеност
Хомосексуалци и бисексуалци су данас у великој мери прихваћени широм земље а посебно у већим и средњим градовима. У малим селима и међу неким деловима друштва и даље постоји одређени степен дискриминације. Истраживање Евробарометра објављено у децембру 2006. показало је да 66% испитаних Шпанаца подржава истополне бракове, а 43% подржава усвајање деце од стране истополних парова (Просек на нивоу Европске уније је 44% и 33%).